# Santi Licheri
Santi Licheri (Ghilarza, 13 aprile 1918 – Roma, 4 aprile 2010) è stato un magistrato e personaggio televisivo italiano.
Presidente aggiunto onorario della Corte di cassazione, è stato la figura simbolo dello storico programma televisivo Forum, al quale ha collaborato dal 29 settembre 1985 al 29 maggio 2009.

## Biografia
Nacque a Ghilarza, in provincia di Oristano (Sardegna), il 13 aprile 1918. Il padre era un modesto procuratore legale locale, che morì prematuramente perché logorato dal diabete. Lasciò orfani dieci figli e Santi, che era uno degli ultimi, trascorse gran parte della sua giovinezza a Sassari dove formò la sua cultura grazie alla biblioteca di uno zio di cui egli stesso si prese cura. Dopo gli studi liceali si laureò in Giurisprudenza all'Università degli Studi di Sassari con una tesi di diritto romano.  Dopo aver partecipato alla seconda guerra mondiale visse per un certo periodo in regime di clandestinità con il falso nome di Franco Rossi per evitare di essere catturato dai nazifascisti. Iniziò la carriera nella magistratura, prima come Pretore, poi procuratore della Repubblica e quindi presidente di Corte d'appello, prendendo parte, fra l'altro, al primo Consiglio superiore della magistratura. Uscì dalla magistratura con il titolo di presidente aggiunto onorario della Corte di cassazione.
Svolse quindi la professione di avvocato finché, ormai in pensione, nel 1985 il figlio Giovanni (all'epoca scenografo per Fininvest) lo convinse a far parte di un nuovo programma televisivo, Forum, in cui si sarebbe trovato ad assumere il ruolo di giudice e di dirimere controversie legali di vario genere tramite la formula dell'arbitrato, prevista dal codice di procedura civile: i lodi arbitrali emessi in trasmissione erano applicabili solo ad alcune tipologie di controversie civili e dovevano comunque essere depositati alla Cancelleria del Tribunale entro 5 giorni per poter essere considerati validi e vincolanti per le parti.
All'interno della trasmissione si è occupato anche di rispondere ai quesiti legali proposti dai telespettatori e ne è stato la figura simbolo per 25 anni: ha partecipato a tutte le edizioni, anche quelle speciali come Forum di sera, finché, il 29 maggio 2009, ha deciso di abbandonare il cast del programma, a 91 anni. Negli ultimi anni è stato affiancato dagli avvocati Maretta Scoca, Beatrice Dalia, Stefano Marzano, Francesco Riccio e dal giudice Raffaello Ciardi; dal 14 settembre 1998 per dieci anni è stato invece affiancato da Tina Lagostena Bassi, per 2 anni anche dall'avvocato Luigi Di Majo e per 8 anni dal giudice Ferdinando Imposimato.

## Morte
È morto per cause naturali pochi giorni prima del suo novantaduesimo compleanno, il giorno di Pasqua del 2010, a Roma, con la commozione di tutto il pubblico che per 25 anni lo ha seguito a Forum; oggi riposa nel piccolo cimitero di Palau. Il 6 aprile 2010 gli venne dedicata una puntata di Sessione pomeridiana Il Tribunale di Forum, con la replica di una sua causa.